# キャツミ
キャツミ（1999年5月20日 - ）は、吉本興業（東京本社）に所属するピン芸人。NSC大阪校41期出身。本名、後藤 克海（ごとう かつみ）。

## 来歴
兵庫県宝塚市出身。身長166cm、体重67kg。血液型A型。
旧芸名:「なまず男」｢かつみ｣。
M-1グランプリ2019では同期の浦田スターク（現・cacao）とのユニット『グッドラップ』としても活動していたほか、2020・2021には同期のしんや、白桃ピーチよぴぴとのユニット『しんや』として、2022には真輝志とのコンビ『マキシマムキャッツ』としても出場。
元野球部で運動神経が良くバク転が出来る。また、独学でピアノを練習し、約1年間で「ノクターン」「幻想即興曲」などの曲を習得した。
2025年4月に東京進出。

## 芸風
裸の上半身にガムテープでカスタネットなどを貼り、食品用ラップフィルム、気泡緩衝材、食料保存用のファスナー付きプラスチック・バッグなどのビニール製品を口で吸って穴を開けたり、顔に吸い付けたボトルを単語を言うだけで全て落としたりなど、小道具を用いた大道芸を得意とする。「ジ・エンターテイナー」の曲に乗せてカスタネットやトライアングルなどを鳴らしながら踊るというブリッジを挟む。
「さんまのまんまSP2020」にて今田耕司のおすすめ芸人として出演した際は、今田に『果てしなきバカ』と紹介された。

## エピソード
- 島田紳助に憧れて芸能界に入った。
- かつてはコンビ「フールサンプル」を組んでいたが、自身の首のクセが原因で解散している[2]。
- 親には自身の本当の芸風を隠して和牛の様な漫才をしていると伝えている。
- 2024年12月28日、自身のXにて、バイクで走行中にスピード違反の車に轢かれ右目を負傷したことを報告[7]。

## 出囃子
- 呼び込み君のテーマ

## 賞レース成績

### R-1グランプリ
| 年度             | 結果         | 会場                                  | 日程           |
| ---------------- | ------------ | ------------------------------------- | -------------- |
| 2020年 (第18回)  | 3回戦進出    | よしもと漫才劇場                      | 2020年1月30日  |
| 2021年 (第19回)  | 2回戦進出    | 朝日生命ホール                        | 2021年2月18日  |
| 2022年 (第20回)  | 準々決勝進出 | 朝日生命ホール                        | 2022年2月3日   |
| 2023年 (第21回)  | 準々決勝進出 | よしもと漫才劇場                      | 2023年2月1日   |
| 2024年 (第22回） | 2回戦進出    | カンテレ扇町スクエア なんでもアリーナ | 2023年12月30日 |

### その他
- 歌ネタ王決定戦2019 - 準決勝進出
- 歌ネタ王決定戦2020 - 準決勝進出

### ユニット
- M-1グランプリ2019 - 2回戦進出（グッドラップ[3]として出場）
- M-1グランプリ2020 - 2回戦進出（しんや[4]として出場）
- M-1グランプリ2021 - 2回戦進出（しんや[4]として出場）
- M-1グランプリ2022 - 3回戦進出（マキシマムキャッツ[5]として出場）

## 出演
- ウチのガヤがすみません!（日本テレビ）- 不定期出演
- さんまのまんまSP2020（フジテレビ）
- 千鳥のクセがスゴいネタGP（フジテレビ）
- メレンゲの気持ち（日本テレビ） - 2020年9月26日[8]
- ザ・ベストワン（TBS）
- 名門!モウカリマッカー学園 〜西梅田校新聞部〜（テレビ大阪）
- 痛快!明石家電視台（MBS）
- ネタパレ（フジテレビ）- 2021年7月2日
- 賞金奪い合いネタバトル ソウドリ〜SOUDORI〜（TBS）[9]
- そろそろ にちようチャップリン（テレビ東京）[10]
- ミキbase（MBS）- 2024年1月9日（8日深夜）